# Diana Rigg
Dame Enid Diana Elizabeth Rigg (Doncaster (Yorkshire), 20 juli 1938 – Londen, 10 september 2020) was  een Brits actrice.

## Loopbaan
Diana Rigg maakte carrière aan het Londens toneel en was lid van de Royal Shakespeare Company. Ze werd echter vooral bekend door haar rol als Emma Peel in de televisieserie De Wrekers (The Avengers, 1965-1967) en haar rol als Bondgirl gravin Tracy di Vicenzo in de Bond-film On Her Majesty's Secret Service (1969). Ze werd voor die rol gevraagd om de onervaren acteur George Lazenby als eenmalige James Bond door de scenes te leiden.
Rigg nam later in haar leven afstand van haar rol als Emma Peel en op beurzen en andere bijeenkomsten van Wrekers-fans was zij steevast de grote afwezige.
Ze werd in juni 1994 geridderd vanwege haar vele bijdragen aan theater en film.
In 2013 verscheen ze voor het eerst in de HBO-serie Game of Thrones als Lady Olenna Tyrell. Ze speelde er de manipulatieve grootmoeder van Margaery Tyrell. Met deze rol won ze twee prijzen en werd ze driemaal genomineerd voor een Emmy Award.
In maart 2020 werd ontdekt dat zij kanker had, waaraan zij later dat jaar op 82-jarige leeftijd overleed.

## Privéleven
Vanaf haar tweede maand tot haar achtste levensjaar woonde ze in Brits-Indië. Rigg was van juli 1973 tot september 1976 getrouwd met Menahem Gueffen en van maart 1982 tot 1990 met toneelproducent Archibald Stirling. Met Stirling kreeg ze een dochter, de in 1977 geboren actrice Rachael Stirling.

## Filmografie

### Televisie (series en films)
- 1964: Festival: The Comedy of Errors als Adriana
- 1965-1968: The Avengers (De Wrekers) als Emma Peel / Lola
- 1973-1974: Diana als Diana Smythe
- 1975: In This House of Brede als Dame Phillipa (tv-film)
- 1979: Oresteia als Clytemnestra (miniserie)
- 1980: The Marquise als Eloise (the Marquise) (tv-film)
- 1982: Witness for the Prosecution als Christine Vole (tv-film)
- 1982: Play of the Month: Little Eyolf als Rita Allmers
- 1983: King Lear als Regan (tv-film)
- 1985: Bleak House (miniserie) als Lady Dedlock
- 1986: The Worst Witch als Miss Constance Hardbroom (tv-film)
- 1987: A Hazard of Hearts als Lady Harriet Vulcan (tv-film)
- 1988: Unexplained Laughter als Lydia
- 1989: Mother Love (miniserie) als Helena Vesey
- 1992: Mrs 'Arris Goes to Paris als Mme Colbert (tv-film)
- 1994: Running Delilah als Judith (tv-film)
- 1995: Zoya als Evgenia (tv-film)
- 1995: The Haunting of Helen Walker als Mrs Grose (tv-film)
- 1996: The Fortunes and Misfortunes of Moll Flanders als Mrs Golightly als Mrs. Golightly (tv-film)
- 1996: Samson and Delilah als Mara (tv-film)
- 1997: Rebecca als Mrs Danvers (miniserie)
- 1998-2000: The Mrs. Bradley Mysteries als Mrs Adela Bradley
- 1998: The American als Mme de Bellegarde (tv-film)
- 2000: In the Beginning (miniserie) als Mature Rebeccah
- 2001: Victoria & Albert als Barones Lehzen (tv-film)
- 2003: Charles II: The Power & the Passion (mini-serie) als Queen Henrietta Maria
- 2013-2017: Game of Thrones als Lady Olenna Tyrell
- 2013: Doctor Who als Winifred Gillyflower
- 2015: You, Me and the Apocalypse als Sutton
- 2017: Victoria als hertogin van Buccleuch
- 2020: All Creatures Great and Small als mrs. Pumphrey

### Film
- 1962: Our Man in the Caribbean als Francy (archiefmateriaal)
- 1968: A Midsummer Night's Dream als Helena
- 1969: The Assassination Bureau als Miss Sonya Winter
- 1969: James Bond: On Her Majesty's Secret Service als Tracy di Vicenzo
- 1970: Julius Caesar als Portia
- 1971: The Hospital als Miss Barbara Drummond
- 1973: Theatre of Blood als Edwina Lionheart
- 1977: A Little Night Music als Charlotte Mittelheim
- 1981: The Great Muppet Caper als Lady Holiday
- 1982: Evil Under the Sun als Arlena Stuart Marshall
- 1987: Snow White als Evil Queen
- 1988: Cannon Movie Tales: Cinderella als Lady Maude Triklay
- 1993: Genghis Cohn als Barones Frieda von Stangel
- 1994: A Good Man in Africa als Chloe Fanshawe
- 1999: Parting Shots als Lisa
- 2006: The Painted Veil als Moeder overste
- 2017: Breathe als Lady Neville
- 2021: Last Night in Soho als Miss (Alexandra) Collins

## Prijzen en nominaties
- Genomineerd voor een Emmy voor Outstanding Continued Performance by an Actress in a Leading Role in a Dramatic Series voor haar rol in de televisieserie De Wrekers in zowel 1967 als in 1968
- Tony-nominatie voor haar rol in de theaterproductie Abelard and Heloise uit 1972.
- Genomineerd voor een Emmy voor Outstanding Lead Actress in a Special Program - Drama or Comedy voor haar rol in de televisieserie In This House of Brede in 1975.
- Tony-nominatie voor haar rol in de theaterproductie The Misanthrope uit 1975.
- Tony voor haar rol in de theaterproductie Medea.
- Emmy voor Outstanding Supporting Actress in a Miniseries or a Special voor haar rol in Rebecca
- Door de TV Guide in de VS uitgeroepen tot de meest sexy tv-ster aller tijden.